# Alexander O'Neal
Alexander O'Neal (Mineápolis, Minnesota, 15 de noviembre de 1953) es un cantante de soul y r&b, influido por Otis Redding y contemporáneo de Luther Vandross y Terence Trent D'Arby. Su música era básicamente una fusión del soul con ciertos elementos de la música de baile, siendo así uno de los últimos exponentes del retro soul. Sus productores habituales fueron Jimmy Jam y Terry Lewis. En los últimos años de los '90 se recolocó en el panorama británico, donde siempre ha logrado un mayor éxito. En 2002 lanzó "Saga of a Married Man" un álbum únicamente editado en el Reino Unido, al que ha seguido otro en 2005.

## Discografía
- "Alexander O'Neal" (1985)
- "Hearsay" (1987)
- "All mixed up" (1988)
- "My gift to you" (1988)
- "All true man" (1991)
- "Love makes no sense" (1993)
- "Lovers again" (1997)
- "Saga of a married man" (2002)
- "Alex Loves..." (2008)
- "Five Questions: The New Journey" (2010)

- Datos: Q472895
- Multimedia: Alexander O'Neal / Q472895